# Fer-se gran
"Fer-se gran" (títol original en anglès "Coming of Age") és el dinovè episodi de la primera temporada de la sèrie de televisió de ciència-ficció estatunidenca Star Trek: La nova generació, es va emetre originalment el 14 de març de 1988, en redifusió als Estats Units. Sandy Fries va escriure originalment l'episodi, però Hannah Louise Shearer va fer una reescriptura sense acreditar. És l'únic episodi de la sèrie dirigit per Mike Vejar, que va dirigir episodis de Deep Space Nine, Voyager i Enterprise.
Ambientada al segle XXIV, la sèrie segueix les aventures de la tripulació de la nau de la Flota Estel·lar de la Federació Enterprise-D. En aquest episodi, Wesley Crusher (Wil Wheaton) fa un examen d'accés a l'Acadèmia de la Flota Estel·lar mentre l'almirall Gregory Quinn (Ward Costello) i el tinent comandant Dexter Remmick (Robert Schenkkan) investiguen el personal superior de l' Enterprise.
L'episodi va marcar la primera aparició d'una llançadora a la sèrie i el primer paper parlant per a un vulcanià. Els esdeveniments de l'episodi van continuar a "Conspiració" i "Samaritans entrampats". 10,1 milions d'espectadors van veure l'episodi durant la primera emissió, amb respostes mixtes de la crítica.

## Argument
El capità Jean-Luc Picard (Patrick Stewart) saluda al seu amic l'almirall Gregory Quinn (Ward Costello) i al seu assistent tinent comandant Dexter Remmick (Robert Schenkkan) a bord del Enterprise. Per raons secretes, Quinn ha ordenat a Remmick que realitzi una investigació de l' Enterprise i la seva tripulació i espera que Picard col·labori plenament. La consulta de Remmick provoca tensió a la tripulació, sobretot quan qüestiona la fiabilitat del personal superior en funció dels seus registres personals i accions passades. Un jove cadet, després d'haver suspès l'examen d'accés a l'Acadèmia de la Flota Estel·lar, intenta fugir en una llançadora però desequilibra el motor, posant-lo en perill de cremar-se a l'atmosfera. Picard és capaç de dirigir el cadet perquè piloti la llançadora lluny d'un planeta proper rebotant a l'atmosfera.
La investigació s'ha completat, i Remmick informa tant a Picard com a Quinn que no hi ha indicis de delicte, i expressa el seu interès a unir-se a la seva tripulació en el futur. Quinn li diu a Picard que sent que hi ha una força desconeguda que s'ha infiltrat a la Flota Estel·lar, i que buscava assegurar-se de la seva confiança en Picard i la tripulació de l' Enterprise. Per ajudar a combatre aquesta amenaça, Quinn ofereix a Picard una promoció a aAlmirall i un treball de supervisió de l'Acadèmia de la Flota Estel·lar que situaria a Picard a prop de Quinn en tot moment. Picard reflexiona sobre l'oferta durant un temps, però finalment declina.
Mentrestant, Wesley Crusher (Wil Wheaton) es prepara per presentar ell mateix l'examen d'accés a l'Acadèmia. Aconsegueix aprovar diverses parts de l'examen i ajuda a Mordock (John Putch), un benzita molt talentós i company de competició, a resoldre un problema difícil de prova perquè tots dos puguin avançar. En Wesley està preocupat per la part psicològica de l'examen i el dirigeixen a una sala per esperar que comenci la prova.
Mentre espera, sent una explosió a prop i surt de l'habitació per investigar. Troba dos homes atrapats per components caiguts en una habitació envoltada pel foc. Wesley ajuda a alliberar un home ferit sota una canonada pesada, i intenta convèncer l'altre home perquè surti de la sala en flames, però l'home està congelat de por. Wesley es veu obligat a abandonar-lo i arrossega l'altre a un lloc segur. Fora de l'habitació, descobreix que l'explosió era falsa i aquesta era la prova psicològica: veure si podia prendre una decisió difícil en unes circumstàncies que recorden les que van matar el seu pare. (Rescatar qualsevol d'ells passaria la prova.)
Finalment, se'ls informa als cadets dels resultats i a Mordock se li concedeix l'admissió a l'Acadèmia de la Flota Estel·lar, mentre que Wesley s'anima a intentar-lo de nou l'any que ve. Mordock agraeix a Wesley la seva ajuda i li desitja èxits futurs. Després que Wesley torni a l' Enterprise, Picard li confia que també va suspendre l'examen la primera vegada.

## Repartiment i doblatge al català
La sèrie va ser doblada al català pels estudis Tramontana (primera part) i Soundtrack (segona part) i emesa a TV3 l’any 1991. Els dobladors de l'episodi foren:
| Personatge               | Actor/actriu     | Veu en català   |
| ------------------------ | ---------------- | --------------- |
| Jean-Luc Picard          | Patrick Stewart  | Joan Crosas     |
| William Riker            | Jonathan Frakes  | Antoni Forteza  |
| Data                     | Brent Spinner    | Joaquim Sota    |
| Geordi La Forge          | LeVar Burton     | Aleix Estadella |
| Worf                     | Michael Dorn     | Enric Arquimbau |
| Beverly Crusher          | Gates McFadden   | Pilar Rubiella  |
| Deanna Troi              | Marina Sirtis    | Alicia Laorden  |
| Tasha Yar                | Denise Crosby    | Teresa Manresa  |
| Wesley Crusher           | Will Wheaton     | Roger Pera      |
| Almirall Gregory Quinn   | Ward Costello    | Manuel Lázaro   |
| Oliana Mirren            | Estee Chandler   | Joël Mulachs    |
| Comandant Dexter Remmick | Robert Schenkkan | Joan Pera       |
| T'Shanik                 | Tasia Valenza    | Carme Canet     |
| Mordock                  | John Putch       | Amadeu Aguado   |
| Tinent Chang             | Robert Ito       | Toni Moreno     |
| Rondon                   | Daniel Riordan   | Manel Català    |

## Producció
Encara que Mike Vejar va dirigir només aquest únic episodi de La nova generació; més tard va dirigir diversos episodis de Deep Space Nine, Voyager i Enterprise. Hannah Louise Shearer va dur a terme una reescriptura del guió sense acreditar i va deixar els detalls de la conspiració oberts deliberadament, ja que ja estaven en marxa els plans per a una història de seguiment. "Fer-se gran" va incloure diverses novetats per a La nova generació, inclosa la primera aparició d'un vaixell llançadora a la sèrie i la primera aparició d'un vulcanià en un paper parlat dins de la sèrie.
Només una quarta part del conjunt de llançadora es va construir per a "Fer-se gran" amb el conjunt ampliat gradualment segons els requisits de l'escena a la segona temporada. A causa d'errors de construcció amb el model a escala real, no va poder coincidir amb la miniatura. Més tard es va utilitzar una llançadora més petita amb un nou disseny de llançadora, que va aparèixer per primera vegada a "Darmok". Es fa referència a diversos episodis anteriors durant la investigació de Remmick, com ara "Allà on no ha estat mai ningú", "La batalla", "L'Àngel" i "Justícia". En una escena retallada de l'episodi, la tripulació celebra el 16è aniversari de Wesley abans d'hora amb la presumpció que aquest dia seria fora, per ingressar a l'Acadèmia.
Les estrelles convidades van incloure el dramaturg i guionista Robert Schenkkan (que havia estat un fan de La sèrie original) com a Remmick; mantenint-se alhora treballant com a actor de cinema/televisió, va rebre el Premi Pulitzer de 1992 al Drama (The Kentucky Cycle) i el Premi Tony de 2014 a al millor obra (All the Way). Robert Ito havia estat anteriorment membre del repartiment principal a Quincy, M.E.. Les estrelles convidades Daniel Riordan i John Putch van aparèixer més tard a la franquícia en diferents papers. Riordan va aparèixer com a bajorà a l'episodi de Deep Space Nine "Progress". Putch va tornar com a benzita diferent a l'episodi posterior "Una qüestió d'honor" i a la pel·lícula Star Trek: Generations. Els esdeveniments de l'episodi són seguits a "Conspiració" que també inclou el retorn de Costello i Schenkkan com Quinn i Remmick. Wesley tornaria a fer l'examen de l'Acadèmia de la Flota Estel·lar a "Samaritans entrampats".

## Recepció
L'episodi es va emetre per primera vegada el 14 de març de 1988. Va rebre una Puntuació de Nielsen de 10,1 milions a la primera emissió, que va suposar un augment de més d'un milió d'espectadors respecte a l'episodi anterior "La Mare Terra", que va ser vist per 9 milions d'espectadors unes tres setmanes abans. L'episodi de la setmana següent, "Desig de glòria", va ser vist per 10,7 milions d'espectadors.
Diversos crítics van tornar a veure l'episodi després del final de la sèrie. Escrivint per a Tor.com, Keith DeCandido va preguntar per què el port de la llançadora no estava vigilat, comparant-la amb una situació similar a l'episodi de La sèrie original, "La màquina del judici final". També va sentir que la seqüència on la llançadora rebota en una atmosfera s'assemblava a l'episodi "Premiere" de Farscape. DeCandido va dir que l'examen no tenia sentit, no presentava cap suspens genuí per a l'espectador perquè era obvi que Wesley i Picard no havien de deixar la sèrie. Tot i que Remmick representava "el tòpic definitiu de l'interrogador ximple", a DeCandido li va agradar l'episodi. Va acreditar la bona actuació del repartiment i va qualificar l'actuació de Wheaton de la millor de la primera temporada. DeCandido va donar a l'episodi una puntuació de cinc sobre deu. Zack Handlen de The A.V. Club, va pensar que l'episodi era com "aconseguir una part de dues parts sense 'Continuarà...' als crèdits finals" i va sentir que l'episodi era "toix". Va sentir que la història de Wesley era un tòpic, i que tenir dues històries sense connexió mai no hauria passat a La sèrie original. Handlen va donar a l'episodi una nota de C.
James Hunt de Den of Geek va dir que va ser un "molt bon episodi" tot i ser "pesat de Wesley". Va recomanar als lectors que miréssin l'episodi i va descriure les entrevistes de Remmick i la seqüència de la llançadora com a "fantàstiques". Michelle Erica Green, escrivint per TrekNation, va descriure l'episodi com a "horrible" i a Wesley com a "intolerable". Va dir que saber sobre la "demencial" conspiració de paràsits alienígenes  a "Conspiració" abans del temps la va fer veure negativament l'episodi.

## Estrena en mitjans casolans
"Fer-se gran" es va llançar per primer cop en videocasset VHS als Estats Units i el Canadà el 26 d'agost de 1992. L'episodi es va incloure a la caixa del DVD de la primera temporada de Star Trek: La nova generació, llançada el març de 2002.  Va ser inclòs com a part de la primera temporada en Blu-ray el 24 de juliol de 2012.